# Parc national du Karakoram central
Le parc national du Karakoram central (en Urdu : میانی قراقرم ملی باغ), aussi abrégé PNKC, est un parc national situé dans le district de Skardu du Gilgit-Baltistan au Pakistan. 
Il est mondialement connu pour accueillir certains des plus hauts sommets et des plus grands glaciers du monde, notamment autour du deuxième sommet le plus élevé, le K2. Il est nommé d'après son massif montagneux : Karakoram.
Il couvre une superficie d'environ 10 500 km2 et contient la plus grande concentration de hautes montagnes au monde. Il compte quatre sommets de plus de 8 000 m, dont le K2 (8611 m), le Gasherbrum I (8068 m), le Broad Peak (8051 m) et le Gasherbrum II (8035 m), ainsi que soixante sommets de plus de 7 000 m. C'est le plus haut parc national au monde et le plus grand du Pakistan. Il est inscrit sur la liste indicative des sites du patrimoine mondial de l'UNESCO en 2016.

## Géographie

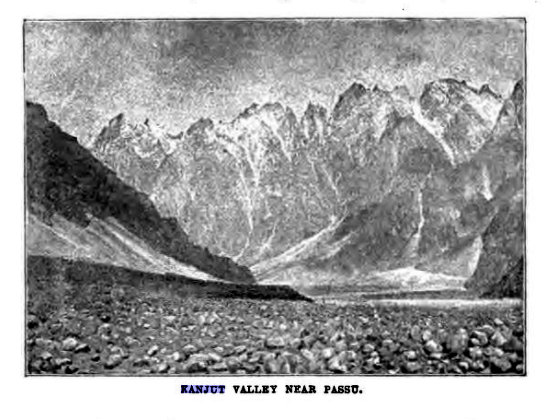
La région était, selon l'expression de l'officier britannique Edward Frederick Knight : «là où trois empires se rencontrent» (Russie, Chine, Empire britannique). Image tirée de son livre Where Three Empires Meet (1905), seconde édition.

Son altitude varie entre 2 000 m jusqu'au sommet du Chogori (K2), à 8 611 m. 
Le parc comprend également les glaciers Baltoro, Panmah, Biafo et Hispar et leurs affluents. Il est considéré comme l'un des plus beaux parcs nationaux du Pakistan.
En 2013, les limites exactes du parc n'étaient pas claires car, vingt ans après sa création, le parc n'avait toujours pas de plan de gestion. Lors de sa création en 1993, quatre coordonnées ont été fournies pour délimiter les frontières du parc. L'Union internationale pour la conservation de la nature a présenté une proposition de plan de gestion en 1994, mais celle-ci n'a pas été approuvée à l'époque. Un plan de gestion devrait couvrir tous les aspects du parc, notamment la sylviculture, l'exploitation minière, les autres ressources naturelles, le tourisme, l'accès des populations locales notamment pour les pâturages et la gestion des déchets ; sans un plan approprié, le parc ne peut pas être suivi correctement. 
Le PN du Karakoram central longe la frontière entre le Pakistan et la Chine, par exemple au col de Khunjerab qui est un accès à la province du Xinjiang.

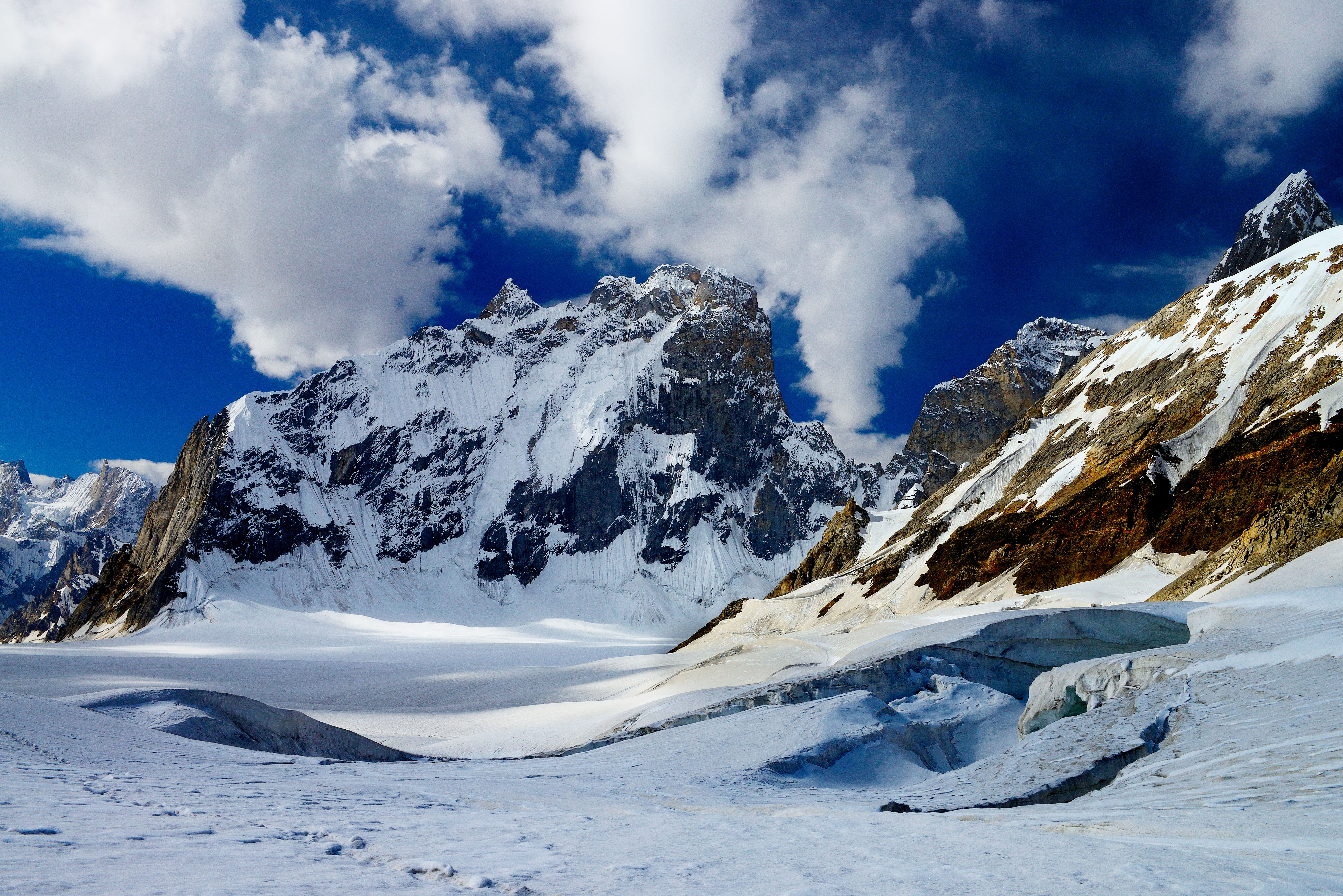
Glacier d'Hispar
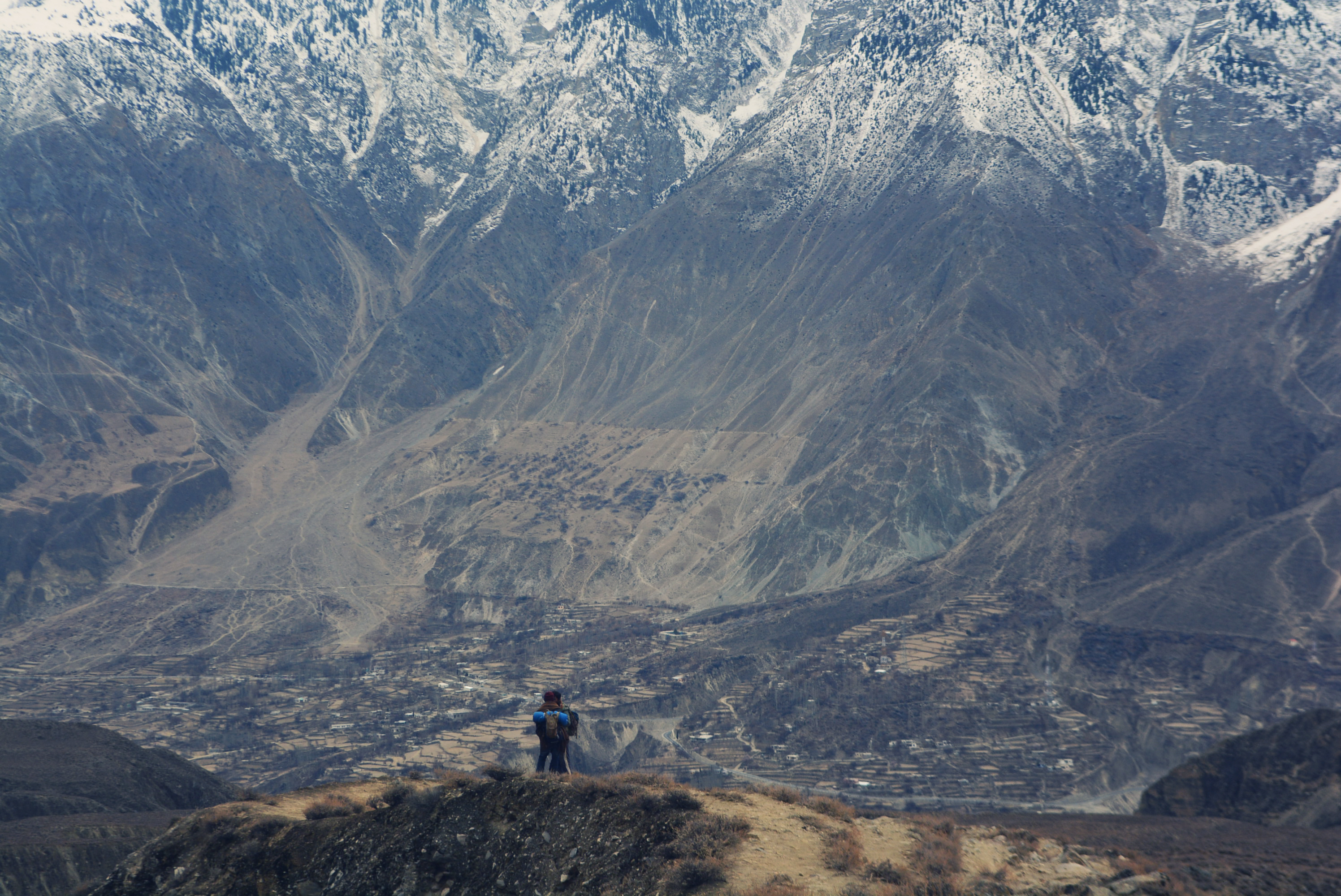
Une vallée du parc
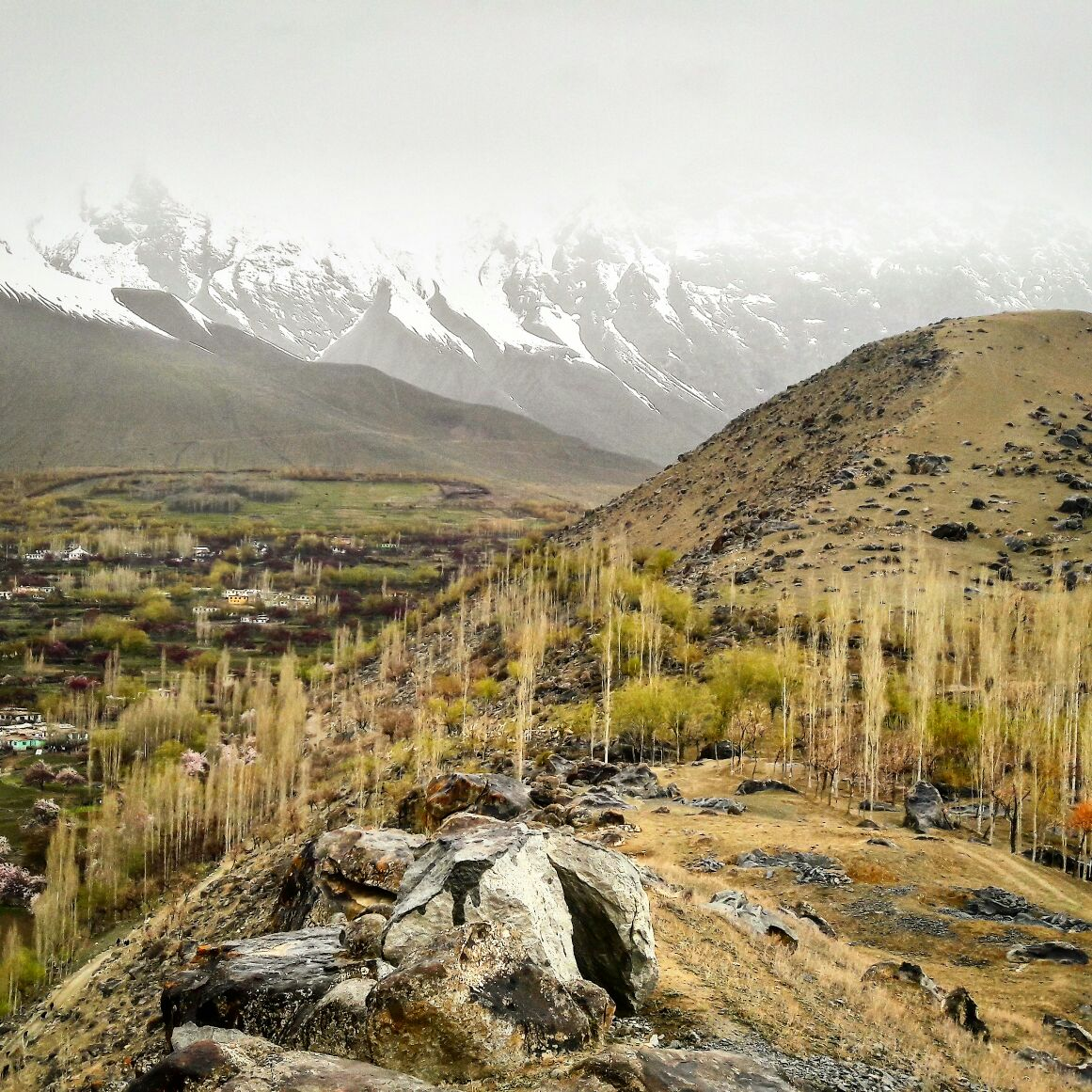
Au petit matin
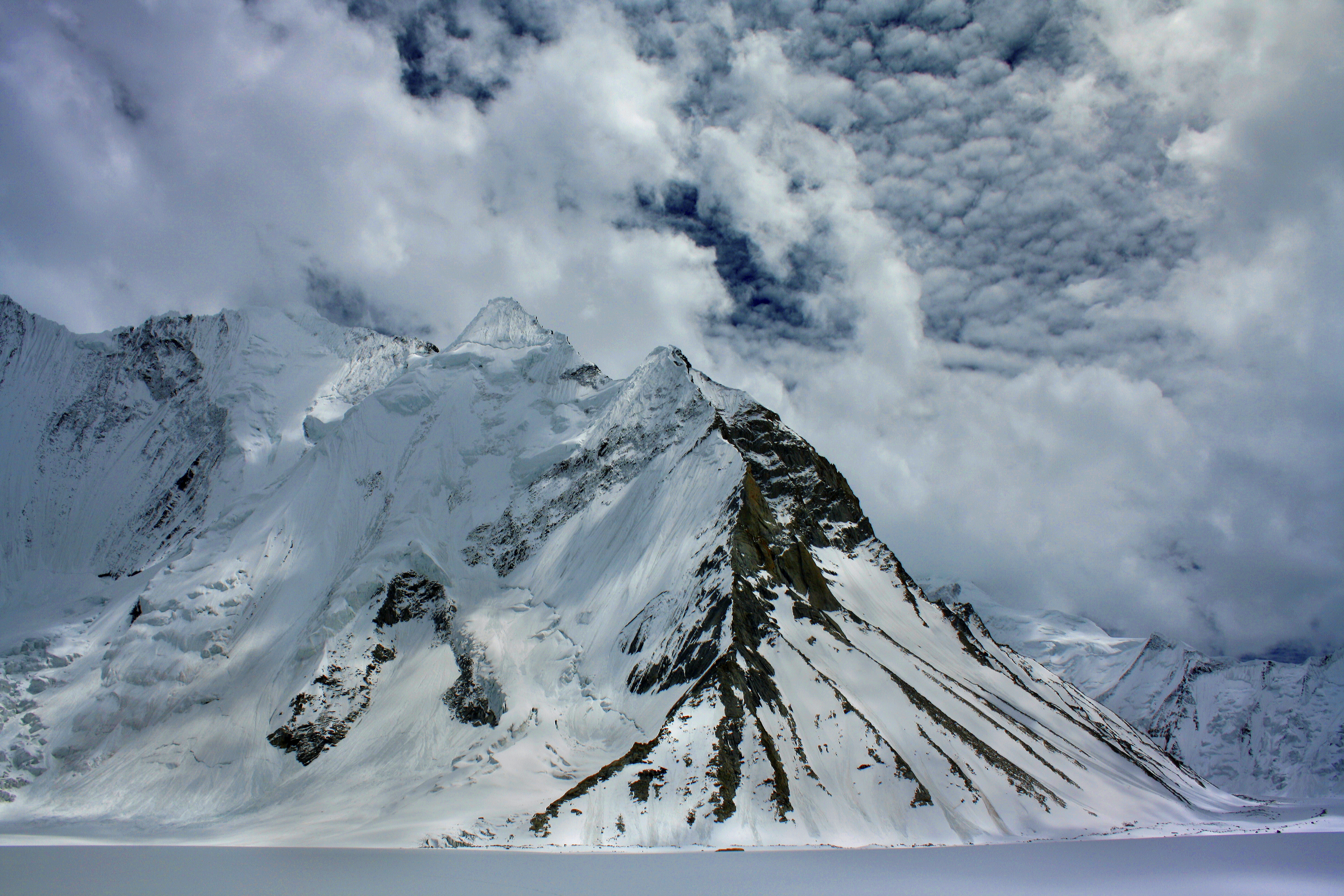
Un orage en développement au camp ALI sur le glacier Vigne, ascension du K2
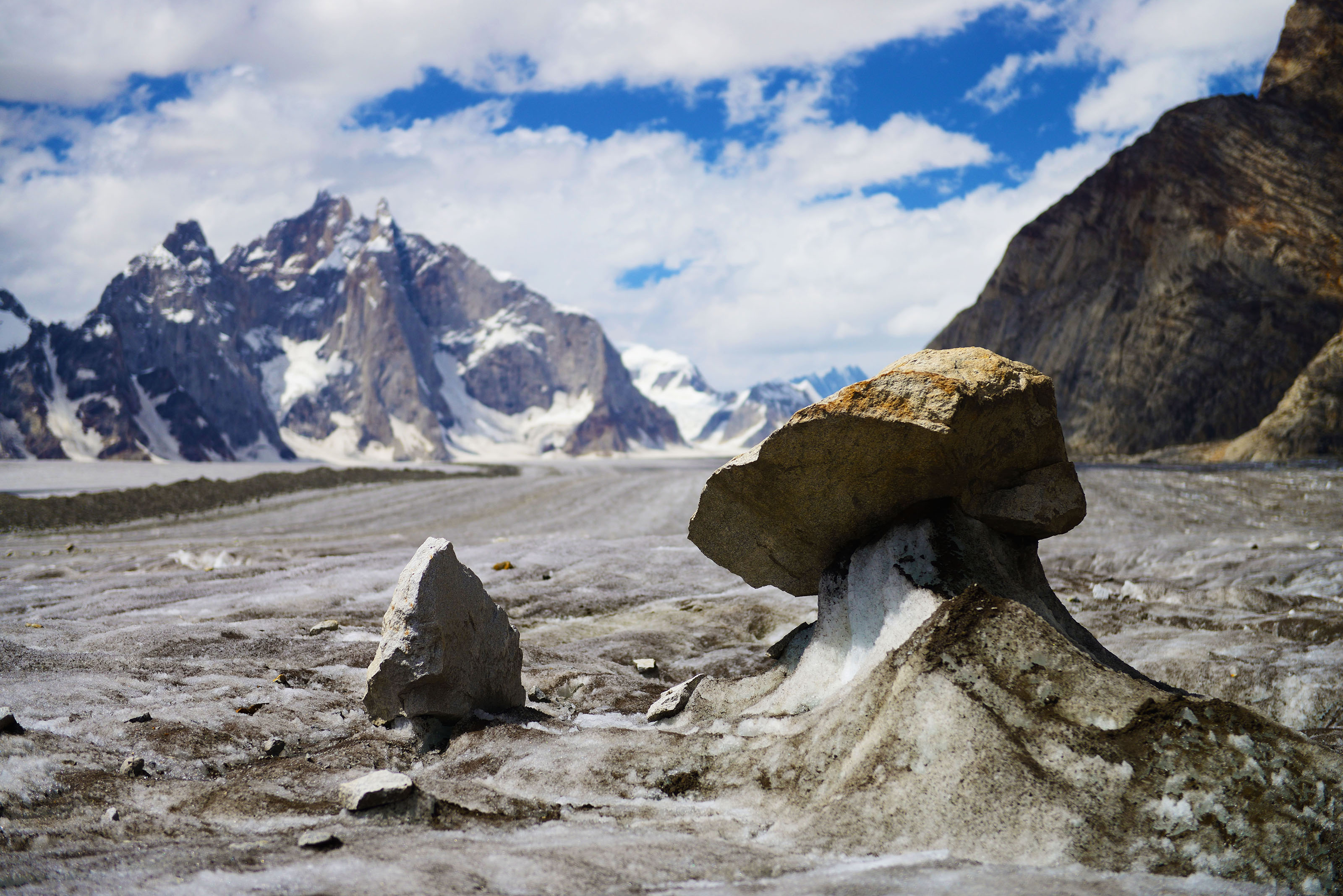
Même la pierre granitique ne résiste pas longtemps, ici sur le glacier Biafo

## Géologie
Le parc se trouve dans une zone tectonique très active. Il y a environ 60 à 20 millions d'années, la plaque continentale indienne se subduite sous la plaque eurasienne et, sous l'effet de l'extrusion et du soulèvement de la plaque indienne, plusieurs chaînes montagneuses se forment. D'énormes forces tectoniques résultant de la collision d'une plaque avec une autre soulèvent celle du Karakoram, appartenant au grand complexe de la chaîne himalayenne, en faisant l'un des sites les plus actifs du monde sur le plan tectonique.
Sur le plan structurel, la chaîne est la résultante de plissements survenus au cours de l'ère cénozoïque (c'est-à-dire au cours des 65 derniers millions d'années). Les granites, les gneiss, les schistes cristallisés et les phyllites dominent la composition géologique.
Le parc comprend les plus longs glaciers en dehors des régions polaires, représentant 40 % de la superficie du parc. Ils forment l'écosystème le plus important mais aussi le plus fragile de toute la sous-région indo-pakistanaise.

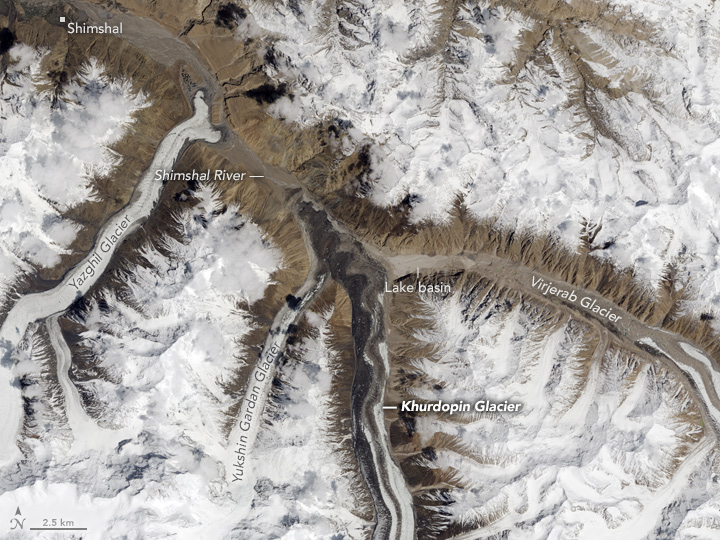
Dans ces vallées étroites, les glaciers endiguent régulièrement les rivières et créent des inondations épisodiques. Elle se produisent lorsque la poussée de l'eau qui s'accumule casse un barrage de glace et se déverse librement dans l'étroite gorge.
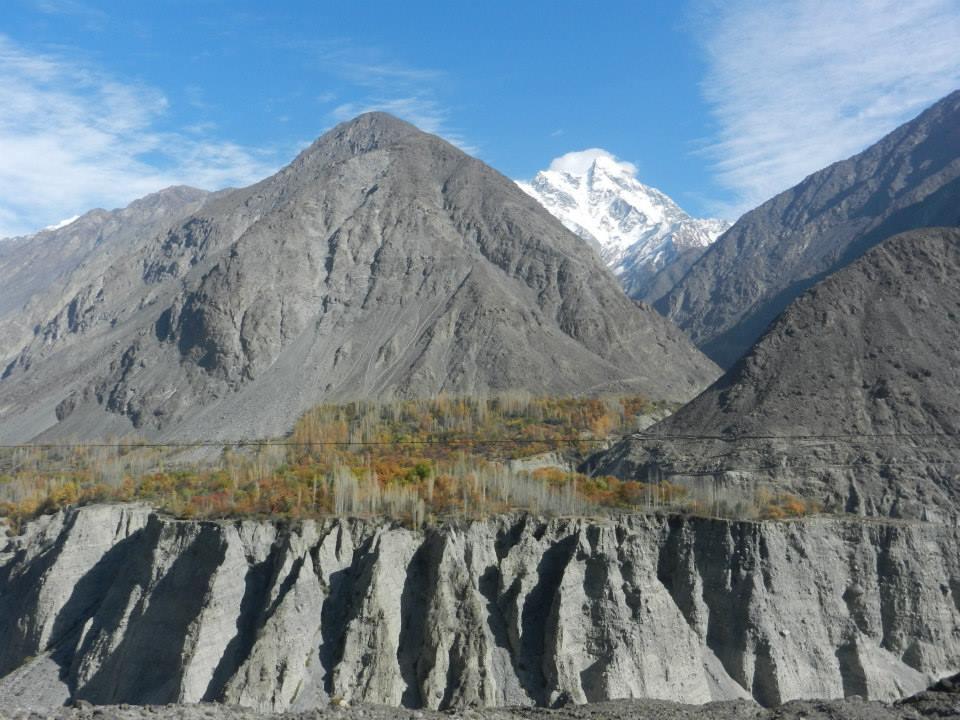
La roche batholitique se retrouve tout au long des hauteurs du parc, parfois fortement érodée et en replat, comme ici.
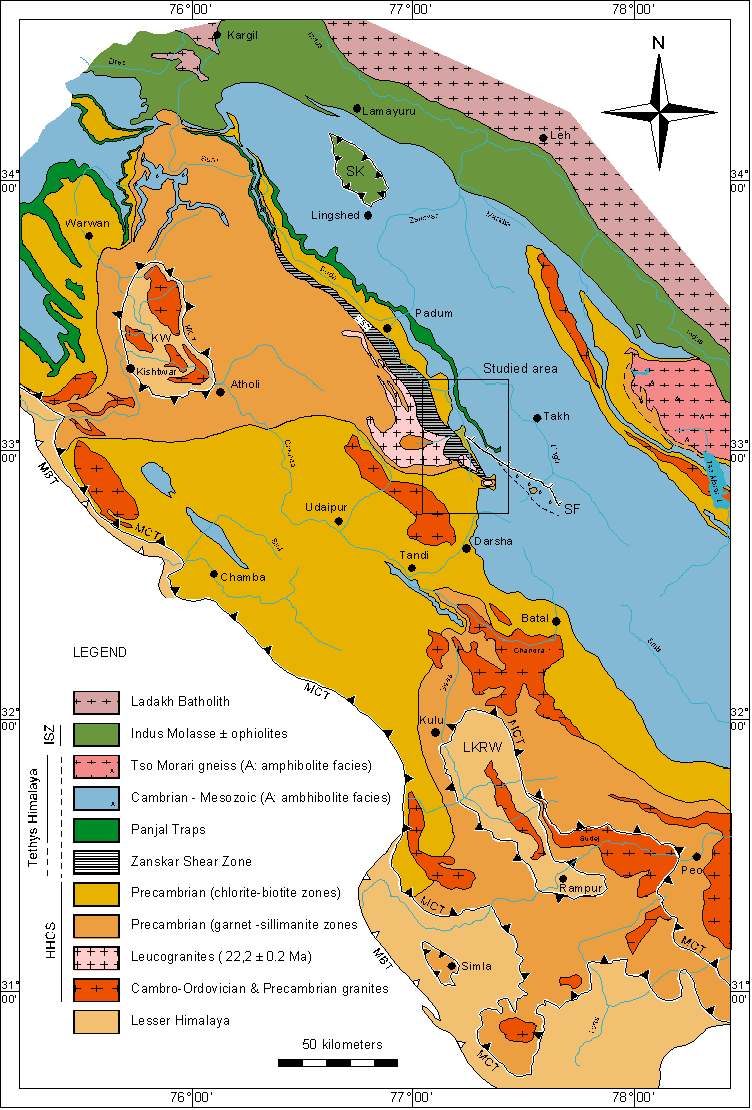
Carte géologique d'une zone ouest de l'Himalaya. Le PN du Karakoram est à la limite nord de la carte.
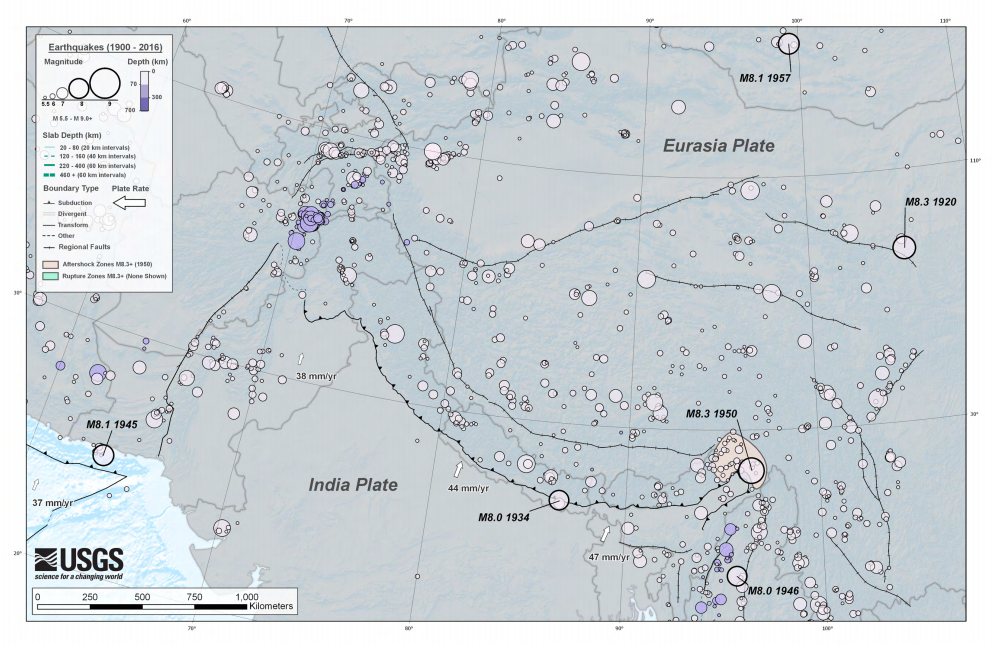
Malgré sa situation au bord de la faille himalayenne, la zone du parc national est relativement calme tectoniquement, entre 1900 et 2016.
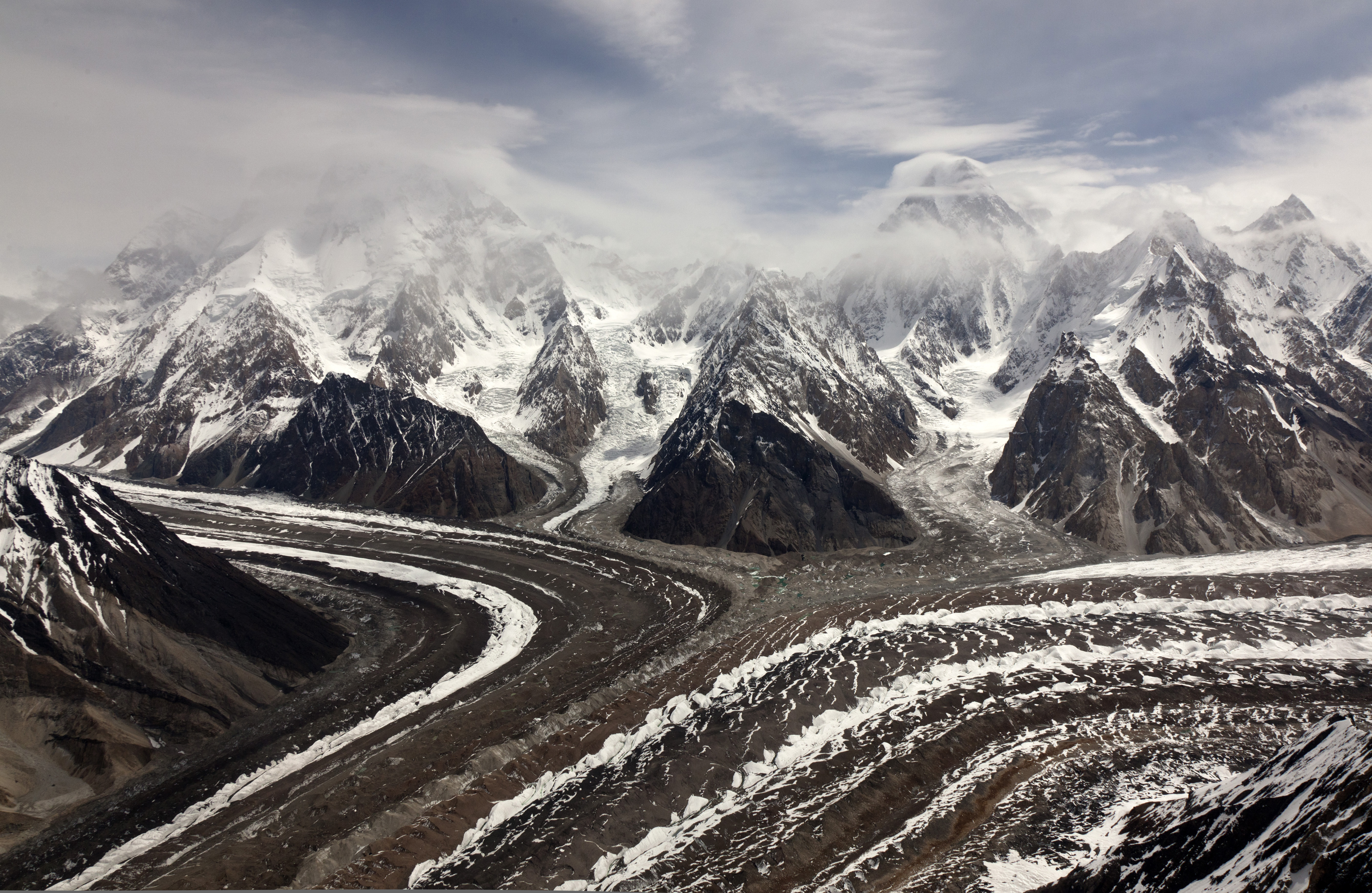
Glacier Baltoro (2012)
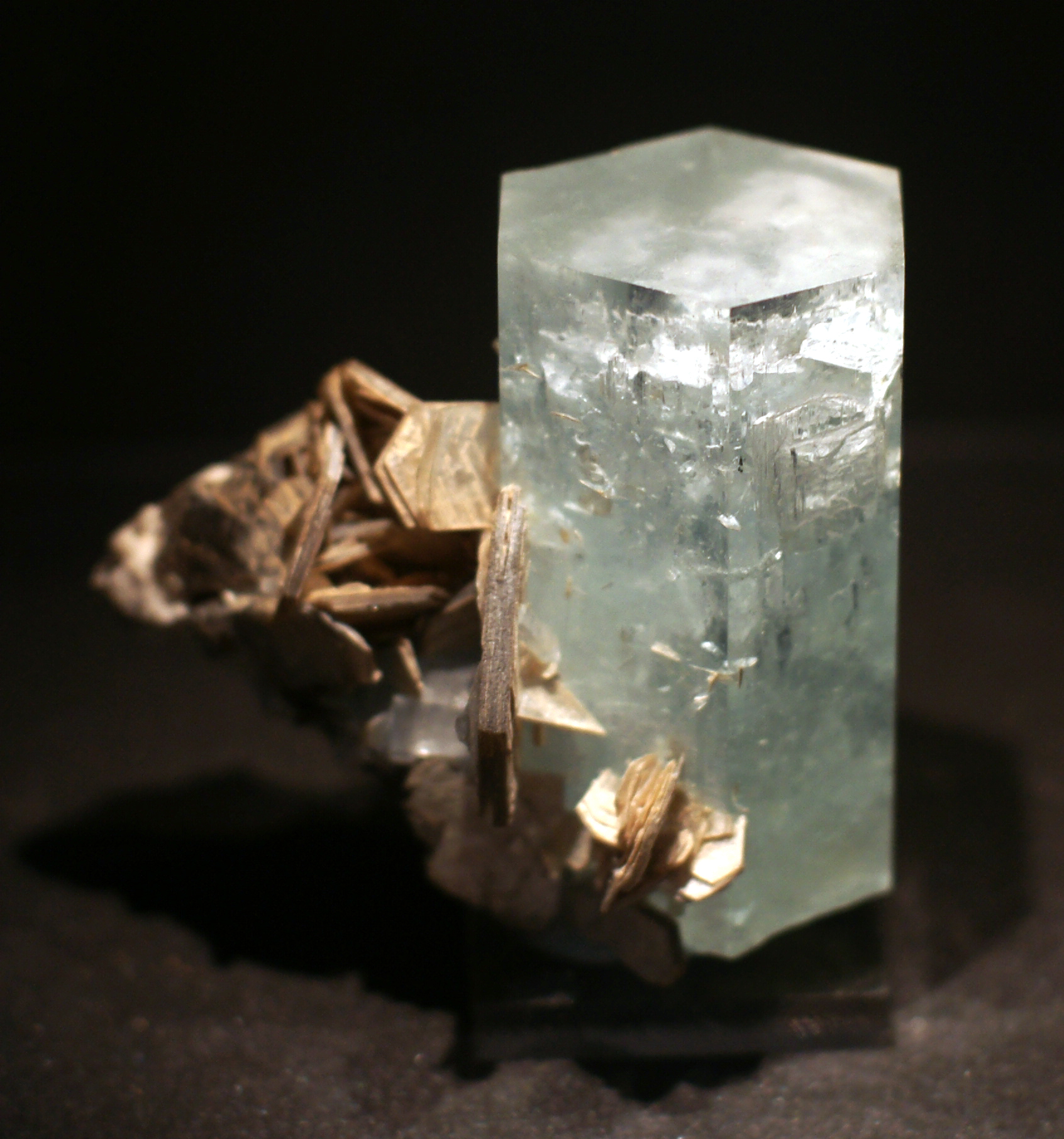
Aigue-marine du Karakoram

## Biodiversité
La chaîne du Karakorum se trouve dans une zone de transition entre l'Asie centrale aride et le climat humide semi-tropical de l'Asie du Sud. Le PNKC abrite, sur toute sa hauteur, une grande variété d'écosystèmes, des falaises rocheuses aux arbustes de genévrier, en passant par des forêts de conifères et de feuillus et des pâturages alpins. 

### Faune
Ces divers écosystèmes constituent un refuge pour des espèces de mammifères menacées telles que le Markhor, le cerf musqué, le léopard des neiges, l'urial du Ladakh et le mouflon de Marco Polo, ainsi que pour d'importantes espèces «phares» telles que le bouquetin et le lynx de l'Himalaya, le mouflon bleu et le loup gris.
Ce point chaud écosystémique se reflète également dans l'une des avifaunes les plus diversifiées des régions montagneuses du monde, avec environ 90 espèces d'oiseaux de 13 familles présentes dans le PNKC. Les lacs alpins et moraines sont des escales importantes sur la voie migratoire de l'Indus et font partie de l'un des plus grands itinéraires migratoires au monde.

### Flore
Les arbres ont ici une limite supérieure et une limite inférieure, la première étant délimitée par le froid et la seconde par l'aridité des plaines au pied de la chaîne ; à l'intérieur de ces limites, on ne trouve qu'un couvert forestier dégradé et clairsemé. 
Des fourrés de saules, de peupliers et de lauriers-roses sont visibles le long des cours d'eau jusqu'à 3 000 mètres d'altitude. Le genévrier se trouve sur les hautes pentes. Comme ailleurs en Asie centrale, les arbustes Artemisia sont également présent sur les pentes inférieures et fournissent une couverture clairsemée.
Certaines vallées sont dominées par des communautés d'épicéas de l'Himalaya occidental, de pins blancs de l'Himalaya et de genévriers de Pashtun, y compris quelques peuplements de P. smithiana. 
Les arbustes et plantes plus petits associés à ces communautés comprennent : Astragalus gilgitensis, Fragaria nubicola, Geranium nepalensis, la baume du Cachemire, Thymus linearis, le trèfle blanc, Rubus irritans, Taraxacum karakorium et Taraxacum affinis.
Sur certaines pentes orientées vers l'est et le sud, l'argousier commun est l'arbuste dominant, souvent associé à Berberis lyceum, et sur certaines pentes orientées vers l'est à des altitudes plus élevées, il y a des communautés dominées par Rosa webbiana et Ribes orientale. 
D'autres plantes herbacées poussent dans les prairies clairsemées, en particulier dans les ravins, comme Salix denticulata, Mertensia tibetica, Potentilla desertorum, Juniperus polycarpus, Berberis pachyacantha et Spiraea lycioides.

## Habitat humain

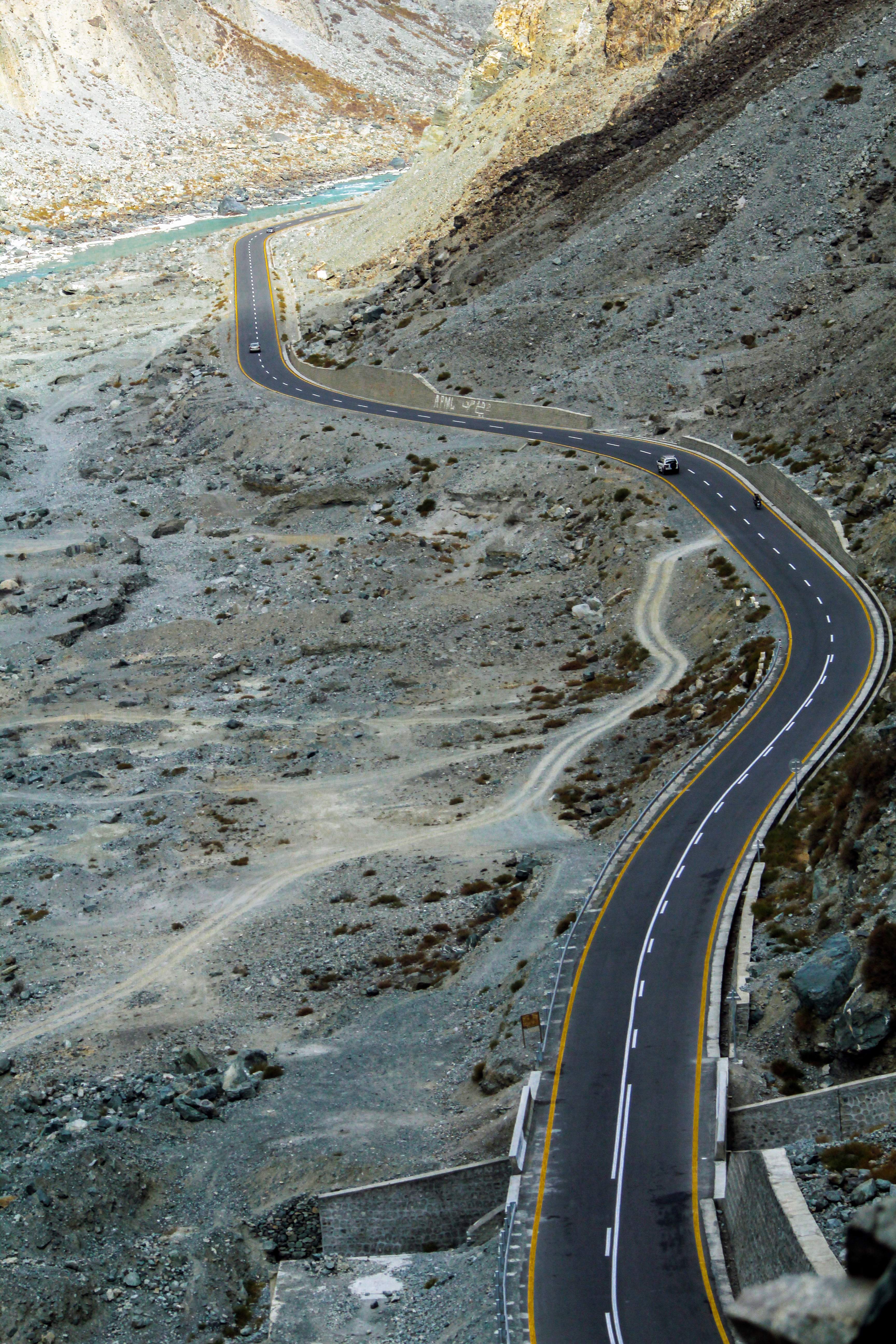
L'«autoroute» du Karakoram

On recense 230 «établissements» humains (hameaux, villages) comptabilisant environ 115 000 personnes qui vivent à proximité immédiate du parc, dont les frontières ont été conçues pour exclure tous les villages et les principales zones de pâturages. Ces communautés disposent cependant de droits traditionnels dans la zone du parc, notamment pour accéder aux pâturages saisonniers, chasser, collecter du bois de chauffage, abattre du bois d'œuvre et cueillir des plantes médicinales.
Les populations principales sont composées de paysans et éleveurs de langue shina.
Depuis 1986 la route du Karakorum (construite par l'armée pakistanaise dans les années 1960 et 1970) est la seule route traversant le massif et permettant, d'une part, un accès au Xinjiang voisin par le col de Khunjerab (4693m) et, d'autre part, l'accès à la capitale régionale Gilgit puis de relier la région aux plaines fertiles du pays. C'est donc un accès stratégique à plusieurs niveaux ; 810 Pakistanais et environ 200 Chinois sont morts durant la construction de la route des deux côtés de la frontière.

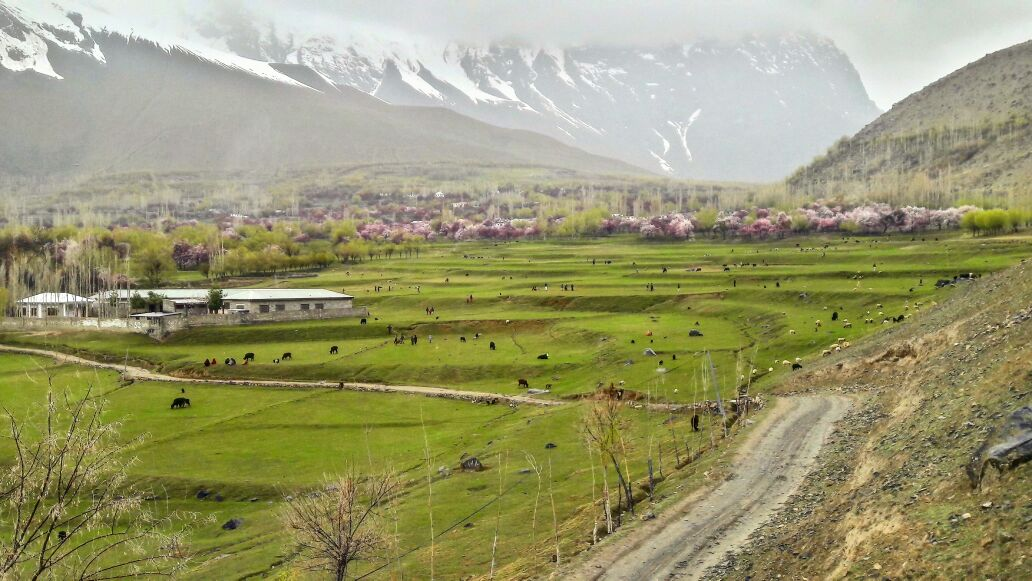
Village, dans l'une des rares vallées cultivables du Karakoram (printemps 2016)
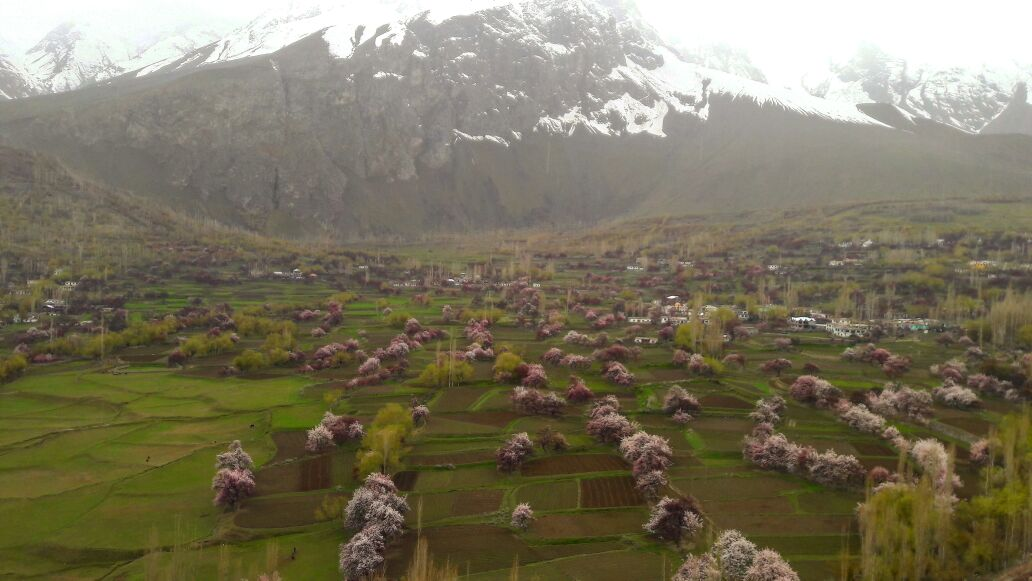
Champs et cerisiers en fleur dans une «basse» vallée du parc national
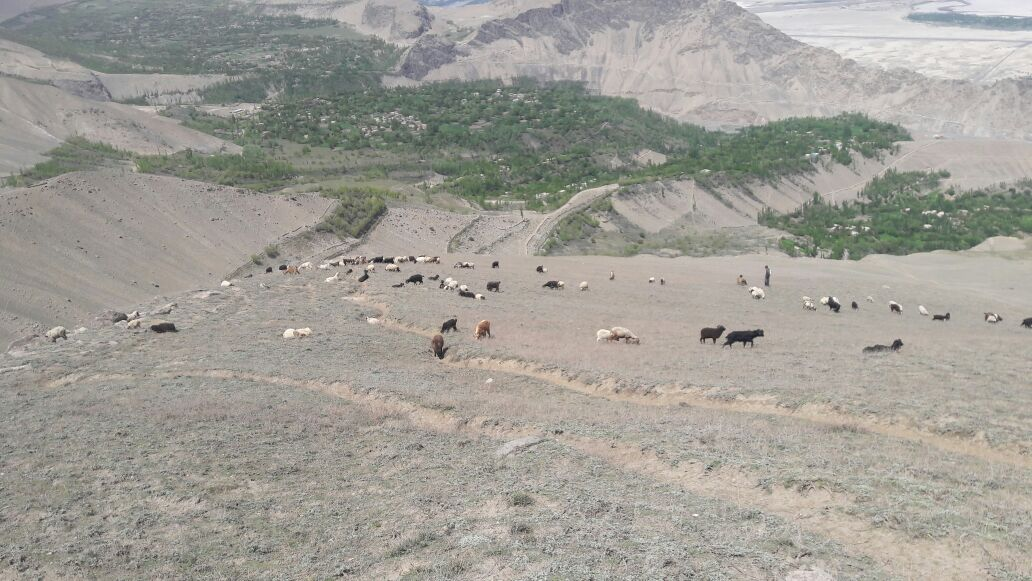
Estive dans le Karakoram (2016)
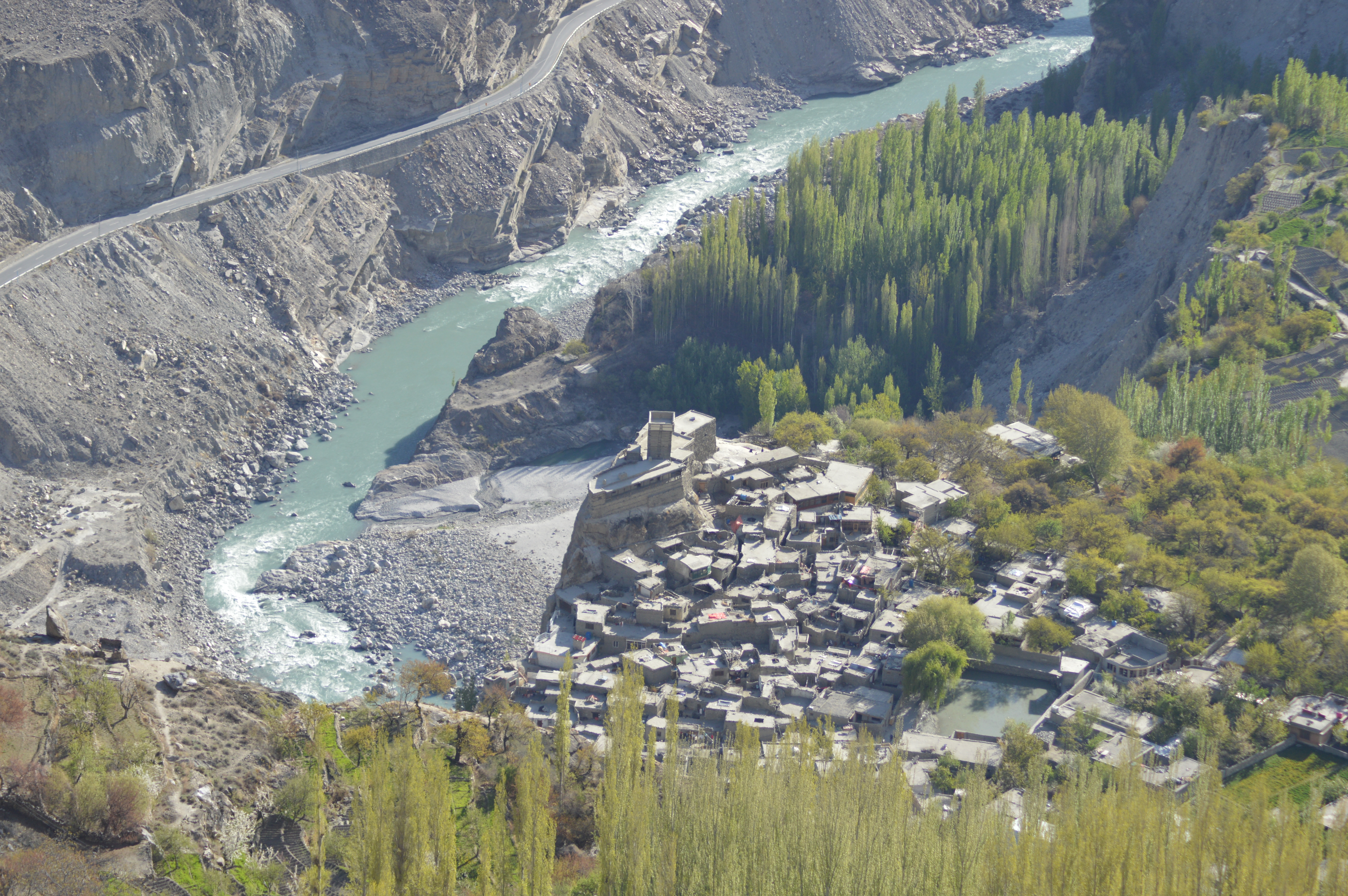
Altit Fort, vallée Hunza. Dernière vigie avant la frontière
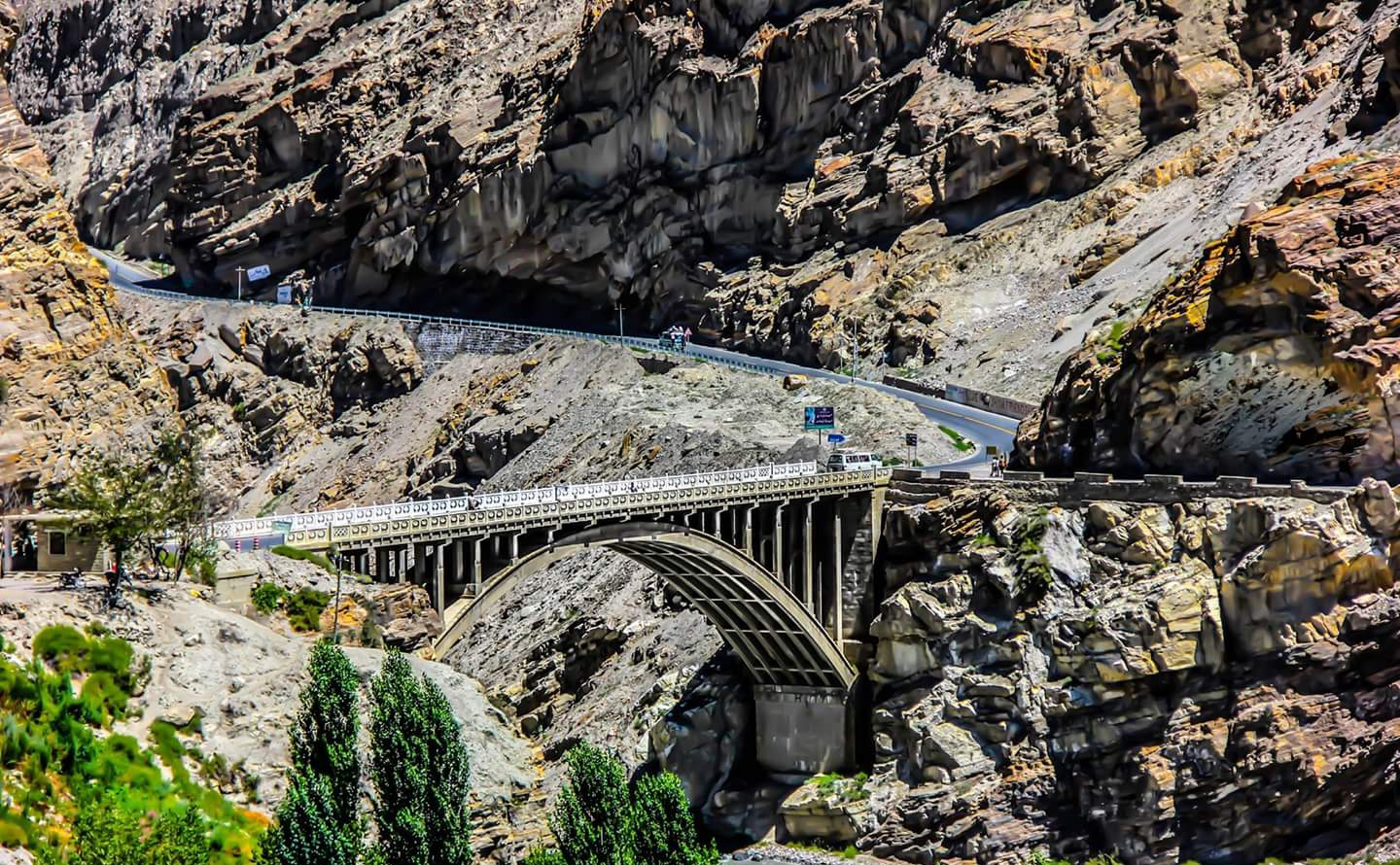
La seule route, près de Skardu, avant la frontière chinoise

## Tourisme
Le tourisme du parc est plus particulièrement lié à l'alpinisme de très haute montagne. Néanmoins, ce tourisme tend de plus en plus à se densifier (concentration des alpinistes professionnels et amateurs sur quelques semaines annuellement) créant des tensions dans la bonne gestion et le maintien de ces zones fréquentées. La gestion des déchets par de nombreux touristes reste problématique, avec plusieurs centaines de kilos de matériel alpin qui se trouvent abandonnés sur place chaque année (à plus de 7 000m d'altitude) lors de la descente des cordées ; et ce malgré l'obligation légale de remporter l'intégralité de son matériel d'ascension. Le risque de surtourisme n'est jamais loin.
D'après le gouvernement local, afin de faciliter le maintien écologique du parc national du Karakoram central tout en offrant des possibilités de gestion aux communautés locales et aux visiteurs, un système de zonage a été mis en place : il se compose de deux zones principales, la « zone tampon » et la « zone centrale », pour un total de 10 557,73 km2. La zone tampon fait partie intégrante du parc, et la zone centrale comprend des zones avec un degré de protection plus élevé et des corridors de passage pour les touristes avec des installations de base.